# Rastislav Pavlikovský
Rastislav Pavlikovský (* 2. březen 1977, Dubnica nad Váhom) je bývalý slovenský hokejový útočník.

## Klubový hokej
S hokejem začínal v HK Spartak Dubnica, v extralize debutoval v sezóně 1993/94 v Dukle Trenčín. V průběhu ročníku 1995/96 odešel do zámoří (OHL), další sezónu znovu působil v Trenčíně. Pak odehrál tři roky v nižších zámořských soutěžích (IHL a AHL). Byl draftován v roce 1998 Ottawou Senators v 9. kole z 246. místa.
Ročník 2000/01 začal ve finském Jokerit Helsinky, dokončil ve švédském HV71 Jönköping. V tomto mužstvu působil i další sezónu, během níž musel brát tabletky proti bolesti kvůli zraněnému ramenu. Po MS 2002 absolvoval zákrok ve Švédsku, který však nepomohl a tak 5. srpna 2002 podstoupil artroskopickou operaci u lékaře slovenské reprezentace MUDr. Dalimír Jančovič a MUDr. Vladimíra Ľuptáka.
Před ročníkem 2002/03 podepsal smlouvu s mužstvem NHL Minnesota Wild, kvůli nutné rekonvalescenci však nemohl absolvovat přípravný kemp týmu. Vedení klubu ho po uzdravení poslalo do farmářského týmu Houston Aeros (AHL), kde setrval celou sezónu, mužstvu pomohl vybojovat Calderův pohár.
Další tři roky odehrál v Elitserien (Leksands IF, Mora IK a MoDo Hockey). Před ročníkem 2006/07 uzavřel kontrakt se švýcarským ZSC Lions, kde odehrál dvě sezóny, v úvodu druhé měl opět problémy s ramenem a několik zápasů vynechal.
Před ročníkem 2008/09 ho angažoval ruský klub Sibir Novosibirsk z KHL, od dalšího působil opět ve Švédsku, v Elitserien i Hockeyallsvenskan.
Sezónu 2013/14 začal v Dukle Trenčín, po 12 zápasech přestoupil do KalPa Kuopio ve finské SM-Liiga.

## Klubové statistiky
| Sezona  | Klub                        | Soutěž      | Základní část | Základní část | Základní část | Základní část | Základní část | Základní část | Play off | Play off | Play off | Play off | Play off | Play off |
| Sezona  | Klub                        | Soutěž      | Z             | G             | A             | B             | TM            | + / -         | Z        | G        | A        | B        | TM       | + / -    |
| ------- | --------------------------- | ----------- | ------------- | ------------- | ------------- | ------------- | ------------- | ------------- | -------- | -------- | -------- | -------- | -------- | -------- |
| 1996/97 | Spišská Nová Ves            | SE          | 35            | 2             | 1             | 3             | 26            | -18           |          |          |          |          |          |          |
| 1993/94 | Dukla Trenčín               | SE          | 3             | 0             | 1             | 1             | 0             |               |          |          |          |          |          |          |
| 1994/95 | Dukla Trenčín               | SE          | 14            | 0             | 7             | 7             | 4             |               | 6        | 1        | 1        | 2        | 0        |          |
| 1995/96 | Dukla Trenčín               | SE 20       | 5             | 3             | 5             | 8             | 4             | +7            |          |          |          |          |          |          |
|         | Dukla Trenčín               | SE 20       | 22            | 5             | 2             | 7             | 24            | +4            |          |          |          |          |          |          |
|         | Dukla Trenčín B             | 1. SHL      | 7             | 2             | 5             | 7             | 4             | +7            |          |          |          |          |          |          |
|         | Sault Ste. Marie Greyhounds | OHL         | 13            | 0             | 3             | 3             | 8             |               |          |          |          |          |          |          |
| 1996/97 | Dukla Trenčín               | SE          | 42            | 10            | 13            | 23            | 44            | +8            |          |          |          |          |          |          |
| 1997/98 | Dukla Trenčín               | SE          | 3             | 2             | 1             | 3             | 0             | +3            |          |          |          |          |          |          |
|         | Dukla Trenčín               | EHL         | 1             | 0             | 0             | 0             | 4             |               |          |          |          |          |          |          |
|         | Las Vegas Thunder           | IHL         | 1             | 0             | 0             | 0             | 0             | 0             |          |          |          |          |          |          |
|         | Utah Grizzlies              | IHL         | 74            | 17            | 29            | 46            | 54            | +12           | 2        | 0        | 0        | 0        | 6        |          |
| 1998/99 | Cincinnati Cyclones         | IHL         | 31            | 4             | 12            | 16            |               |               |          |          |          |          |          |          |
|         | Cincinnati Mighty Ducks     | AHL         | 36            | 12            | 23            | 35            | 59            | +12           | 2        | 0        | 1        | 1        | 4        | -1       |
| 1999/00 | Grand Rapids Griffins       | IHL         | 15            | 0             | 5             | 5             | 24            | -3            |          |          |          |          |          |          |
|         | Philadelphia Phantoms       | AHL         | 12            | 4             | 7             | 11            | 8             | +3            |          |          |          |          |          |          |
|         | Cincinnati Mighty Ducks     | AHL         | 17            | 3             | 5             | 8             | 10            | +3            |          |          |          |          |          |          |
| 2000/01 | Jokerit Helsinky            | SM-liiga    | 7             | 0             | 1             | 1             | 0             | -2            |          |          |          |          |          |          |
|         | HV71 Jönköping              | Elitserien  | 23            | 6             | 8             | 14            | 93            | -4            |          |          |          |          |          |          |
| 2001/02 | HV71 Jönköping              | Elitserien  | 46            | 14            | 16            | 30            | 102           | -1            | 8        | 2        | 2        | 4        | 6        | 0        |
| 2002/03 | Houston Aeros               | AHL         | 44            | 14            | 13            | 27            | 47            | +4            | 23       | 3        | 10       | 13       | 18       | +3       |
| 2003/04 | Leksands IF                 | Elitserien  | 34            | 7             | 15            | 22            | 57            | -3            |          |          |          |          |          |          |
|         | Leksands IF                 | baráž       | 10            | 1             | 3             | 4             | 6             | +1            |          |          |          |          |          |          |
| 2004/05 | Mora IK                     | Elitserien  | 38            | 12            | 22            | 34            | 44            | +10           |          |          |          |          |          |          |
| 2005/06 | Modo Hockey                 | Elitserien  | 48            | 10            | 22            | 32            | 42            | +4            | 5        | 1        | 1        | 2        | 14       | -2       |
| 2006/07 | ZSC Lions                   | NLA         | 43            | 9             | 26            | 35            | 52            |               | 7        | 1        | 2        | 3        | 8        |          |
| 2007/08 | ZSC Lions                   | NLA         | 23            | 6             | 9             | 15            | 16            |               |          |          |          |          |          |          |
| 2008/09 | Sibir Novosibirsk           | KHL         | 46            | 5             | 12            | 17            | 56            | +1            |          |          |          |          |          |          |
| 2009/10 | HC Litvínov                 | ČE          | 2             | 0             | 0             | 0             | 4             | 0             |          |          |          |          |          |          |
|         | Örebro HK                   | Allsvenskan | 23            | 6             | 11            | 17            | 14            | +2            |          |          |          |          |          |          |
| 2010/11 | AIK IF Stockholm            | Elitserien  | 44            | 6             | 14            | 20            | 18            | +10           | 8        | 1        | 3        | 4        | 10       | -3       |
| 2011/12 | Mora IK                     | Allsvenskan | 11            | 4             | 7             | 11            | 2             | +2            |          |          |          |          |          |          |
|         | AIK IF Stockholm            | Elitserien  | 24            | 2             | 5             | 7             | 24            | -1            | 5        | 0        | 1        | 1        | 6        | -1       |
| 2012/13 | Linköping HC                | Elitserien  | 10            | 1             | 1             | 2             | 2             | -6            | 10       | 0        | 1        | 1        | 2        | -4       |
| 2013/14 | Dukla Trenčín               | SE          | 12            | 3             | 12            | 15            | 16            | +6            |          |          |          |          |          |          |
|         | KalPa Kuopio                | SM-liiga    | 2             | 0             | 1             | 1             | 2             | 0             |          |          |          |          |          |          |

## Reprezentace
Statistiky hráče na Mistrovstvích světa a Olympijských hrách:
| Turnaj        | Místo konání                            | Z  | G | A  | B  | Umístění      | Soupisky          |
| ------------- | --------------------------------------- | -- | - | -- | -- | ------------- | ----------------- |
| ZOH 2002      | USA (Salt Lake City)                    | 4  | 2 | 3  | 5  | 13. místo     | Soupiska ZOH 2002 |
| MS 2002       | Švédsko (Göteborg, Jönköping, Karlstad) | 9  | 2 | 4  | 6  | Zlatá medaile | Soupiska MS 2002  |
| MS 2004       | Česko (Praha, Ostrava)                  | 9  | 1 | 1  | 2  | 4. místo      | Soupiska MS 2004  |
| SP 2004       | Severní Amerika, Evropa                 | 2  | 0 | 0  | 0  | 8. místo      | Soupiska          |
| MS 2006       | Lotyšsko (Riga)                         | 7  | 1 | 6  | 7  | 8. místo      | Soupiska MS 2006  |
| MS 2009       | Švýcarsko (Bern, Kloten)                | 4  | 0 | 0  | 0  | 10. místo     | Soupiska MS 2009  |
| Celkem na MS  |                                         | 29 | 4 | 11 | 15 |               |                   |
| Celkem na ZOH |                                         | 4  | 2 | 3  | 5  |               |                   |

### MS 2006
Trenér František Hossa ho nominoval na světový šampionát v lotyšské Rize, byl centrem nejproduktivnější slovenské formace s Marcelem Hossem a Mariánem Hossem. Vstřelil gól a zaznamenal 6 asistencí.

### MS 2009
Trenér Ján Filc ho nominoval na MS 2009 ve Švýcarsku Hrál v druhé formaci na pozici defenzivního centra s křídly Branko Radivojevic a Ladislavem Nagym. Po zápase s Finskem (prohra 1:2 po prodloužení) začal mít problémy s bolestmi krku a v dalších zápasech nehrál.

### Juniorská reprezentace
| Rok          |   |   |    |    |    |       |        |       |
| Rok          | Z | G | A  | B  | TM | + / - | Střely | Místo |
| ------------ | - | - | -- | -- | -- | ----- | ------ | ----- |
| ME 18 C 1994 |   | 8 | 11 | 19 |    |       |        | 1.    |
| ME 18 B 1995 | 5 | 8 | 8  | 16 | 18 |       |        | 1.    |
| MS 20 B 1995 | 7 | 1 | 1  | 2  | 4  |       |        | 2.    |
| MS 20 1997   | 6 | 2 | 7  | 9  | 6  |       |        | 6.    |